# Barlahida
Barlahida is een plaats (község) en gemeente in het Hongaarse comitaat Zala. Barlahida telt 169 inwoners (2001).